# أريغارون جليدي
أريغارون جليدي (الاسم العلمي: Erigeron gracilis) هو نوع من النباتات يتبع جنس الأريغارون من الفصيلة النجمية.